# Astragalus aphanassjievii
Astragalus aphanassjievii är en ärtväxtart som beskrevs av Nikolai Fedorovich Gontscharow. Astragalus aphanassjievii ingår i släktet vedlar, och familjen ärtväxter. Inga underarter finns listade i Catalogue of Life.